# Front Líber Seregni

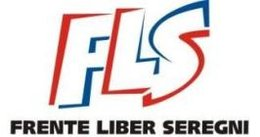
Logo du groupe Front Líber Seregni.

Le Front Líber Seregni (Frente Líber Seregni, FLS) est un groupe du Front large (gauche), représentant de l'aile centriste de la coalition. Il est nommé d'après le général Líber Seregni, fondateur du Front large et candidat présidentiel en 1971. Fin août 2009, le FLS était créé par l'Assemblée Uruguay de Danilo Astori (centre-gauche), l'Alliance progressiste, le Nouvel Espace, les Drapeaux de Líber et Uruguay Affirmatif.
Tous ces groupes avaient appuyé la précandidature de l'économiste Danilo Astori lors des élections primaires de juin 2009. Aux élections générales d'octobre 2009, le FLS présenta une sous-liste (sublema) avec l'Espace 90 (Parti socialiste), dénommée Unidad y pluralismo frenteamplista. La liste pour le Sénat était présidée par Danilo Astori, Rodolfo Nin Novoa, Rafael Michelini, Carlos Baraibar et Susana Dalmás . Les cinq furent élus sénateurs, tandis que le rival au sein du Front large, l'Espace 609 (Mouvement de participation populaire, composé notamment des Tupamaros), obtenait six sénateurs, et que l'Unité nationale, tendance blanca dirigée par Luis Alberto Lacalle, obtenait autant de sénateurs que le FLS.